# Saint-Ouen-sur-Iton
Saint-Ouen-sur-Iton là một xã ở tỉnh Orne Hauts-de-France tây bắc nước Pháp. Xã Saint-Ouen-sur-Iton nằm ở khu vực có độ cao trung bình 235 mét trên mực nước biển.

## Biến động dân số
| Năm                      | Dân số |
| 1793                     | 443    |
| 1800                     | 394    |
| 1806                     | 367    |
| 1821                     | 321    |
| 1836                     | 302    |
| 1846                     | 429    |
| 1856                     | 403    |
| 1866                     | 375    |
| 1876                     | 362    |
| 1886                     | 414    |
| 1896                     | 461    |
| 1901                     | 404    |
| 1911                     | 336    |
| 1921                     | 349    |
| 1931                     | 385    |
| 1936                     | 336    |
| 1946                     | 328    |
| 1954                     | 357    |
| 1962                     | 310    |
| 1968                     | 387    |
| 1975                     | 522    |
| 1982                     | 684    |
| 1990                     | 802    |
| 1999                     | 827    |
| 2006                     | 888    |
| dân số không tính trùng. |        |